# Domaine de Tsuwano

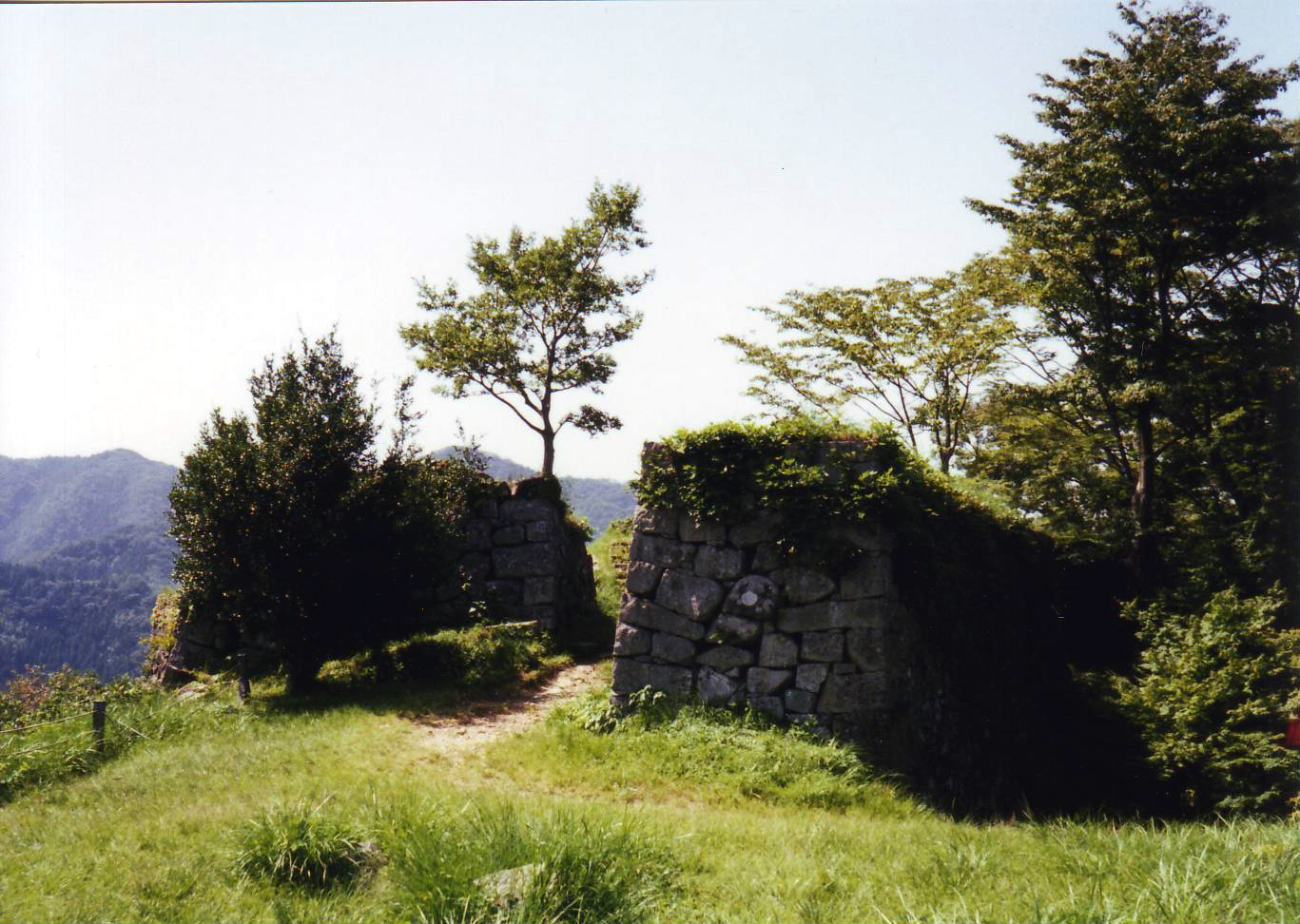
Les restes du château de Tsuwano.

Le domaine de Tsuwano (津和野藩, Tsuwano-han) est un domaine féodal de l'époque d'Edo situé dans la province d'Iwami, de nos jours Tsuwano. L'écrivain de l'ère Meiji Ōgai Mori était le fils d'un des obligés de Tsuwano.

## Liste de daimyos
- Clan Sakazaki (tozama daimyo ;  30 000 → 43 468 koku)

1. Sakazaki Naomori

- Clan Kamei (tozama daimyo ; 43 000 koku)

1. Kamei Masanori
2. Kamei Koremasa
3. Kamei Korechika
4. Kamei Koremitsu
5. Kamei Korenobu
6. Kamei Koretane
7. Kamei Norisada
8. Kamei Norikata
9. Kamei Korenao
10. Kamei Korekata
11. Kamei Koremi